# Phare de Point Iroquois

Le phare de Point Iroquois (en anglais : Point Iroquois Light), est un phare du lac Supérieur situé sur la péninsule supérieure du Michigan entre la baie de Whitefish (en) et d'extrémité ouest de la rivière Sainte-Marie dans le comté de Chippewa, Michigan.
Il se trouve dans le Hiawatha National Forest (en) géré par le département de l'Agriculture des États-Unis.
Ce phare est inscrit au Registre national des lieux historiques depuis le 30 mai 1975 sous le n° 75000940 et de l'Office de préservation historique de l'État du Michigan.

## Historique
Point Iroquois comprend une zone géographique plus étendue que le site du phare. Il porte le nom des guerriers iroquois qui y ont été massacrés par les Ojibwés en 1662. Les Algonquins indigènes appelaient le point Nadouenigoning, composé des mots Nadone (Iroquois) et Akron (os).
En 1620, les explorateurs français Étienne Brûlé et Grenoble sont devenus les premiers hommes blancs enregistrés dans la région. Point Iroquois est devenu un repère familier pour les explorateurs, les commerçants de fourrures et les missionnaires français qui sont arrivés. Sault Sainte-Marie a été la première colonie blanche dans ce qui est devenu connu sous le nom de Michigan.

### Premier phare
En 1853, le Congrès, qui avait approuvé la construction des premières écluses du Sault sur la rivière Sainte-Marie, fit construire un premier phare sur Point Iroquois. En 1855-1856, l'United States Lighthouse Board a construit un phare en bois et en moellons. Cette aide à la navigation a commencé ses opérations le 18 juin 1856. Le premier feu de Point Iroquois était une tour en pierre de moellons de 14 m de haut avec un pont de lanterne en bois, équipée d'une lentille de Fresnel blanche clignotante du quatrième ordre. Construit sur le terrain le plus haut de la pointe, ce premier feu avait un plan focal de 19 m et une portée de visibilité de 10 milles marins (environ 19 km). Un logement pour un gardien de phare à temps plein a été inclus dans le complexe.
Cependant, dès 1867, seulement onze ans après la mise en service du premier feu, un inspecteur du gouvernement s'interrogeait sur la qualité de construction du premier phare et préparait le terrain pour son remplacement. En outre, après la guerre de Sécession, le Lighthouse Board des États-Unis était entré dans un boom de construction de phares (et de stations de sauvetage) sur les Grands Lacs.

### Second phare et station
En 1870, après la démolition du premier phare et du quartier des gardiens, le second et actuel phare de Point Iroquois a été construit en briques blanches de Cape Cod style (en) a été construit et a fonctionné en continu pendant 93 ans, guidant les navires dans et hors des écluses du Sault.
En 1885, un clocher de signal de brouillard a été érigé, qui comprenait une machine automatique de sonnerie de cloche. En 1890, le clocher a été démoli et un autre bâtiment a été construit avec des sifflets à vapeur. En 1926, ils ont été remplacés par des cornes de brume à diaphone.
En 1905, une extension de deux étages a été ajoutée au bâtiment de 1871, offrant un espace de vie à un autre gardien adjoint, ce qui porte le personnel à trois gardiens de phare. En période de pointe, la station était occupée par un gardien en chef et deux gardiens adjoints. Les enfants des gardiens et du pêcheur local ont suffi pour peupler une école locale sur le terrain pendant un certain temps. D'autres bâtiments sur le site comprenaient: les quartiers d'un gardien adjoint, le bâtiment de signal de brouillard (maintenant disparu), trois granges, un poulailler, un hangar de bateau , un bâtiment à carburant, une dépendance et un puits.

### Désactivation
La station a été désactivée en 1962, remplacée par le phare de Gros Cap Reefs exploité par le Canada, une balise automatique dans le chenal de la rivière Sainte-Marie.
En 1993, les quartiers et la tour ont été entièrement rénovés.

### Aujourd'hui
Elle est considérée comme emblématique et a fait l'objet de souvenirs. Le terrain et le phare font maintenant partie de la forêt nationale de Hiawatha et le phare est un musée maritime. Les efforts de restauration sont menés sous les auspices de la Bay Mills/Brimley Historical Research Society, à qui le site est loué.
En 1963, l'objectif d'origine a été envoyé à la Smithsonian Institution. Une lentille de Fresnel du quatrième ordre prise à Martin Reef Light est exposée dans l'ancienne maison du gardien du phare.
Le musée dispose d'un appartement meublé pour donner une idée de la vie quotidienne des gardiens de phare. D'autres salles présentent la technologie des phares, l'histoire des aides à la navigation et des photos historiques. Ce phare hébergeait trois familles. La double résidence abrite des bénévoles qui travaillent à la restauration du phare et donnent des visites du musée, de la boutique de cadeaux et de la tour.
La tour et le musée sont ouverts au public du Memorial Day au 15 octobre, sept jours par semaine de 10h00 à 17h00 en semaine et de 19h00 à 21h00 le week-end.
Identifiant : ARLHS : USA-624 .

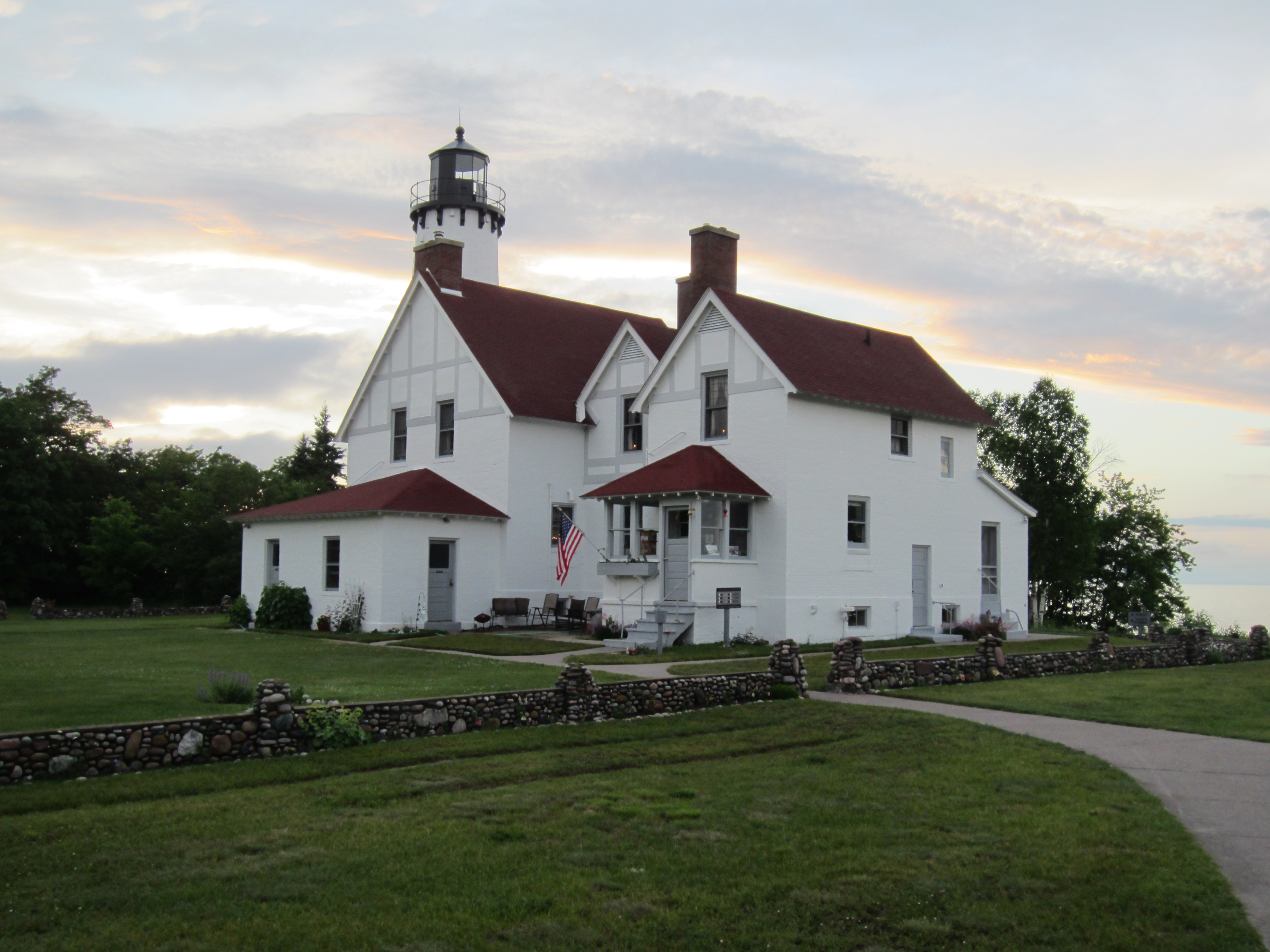
Le phare
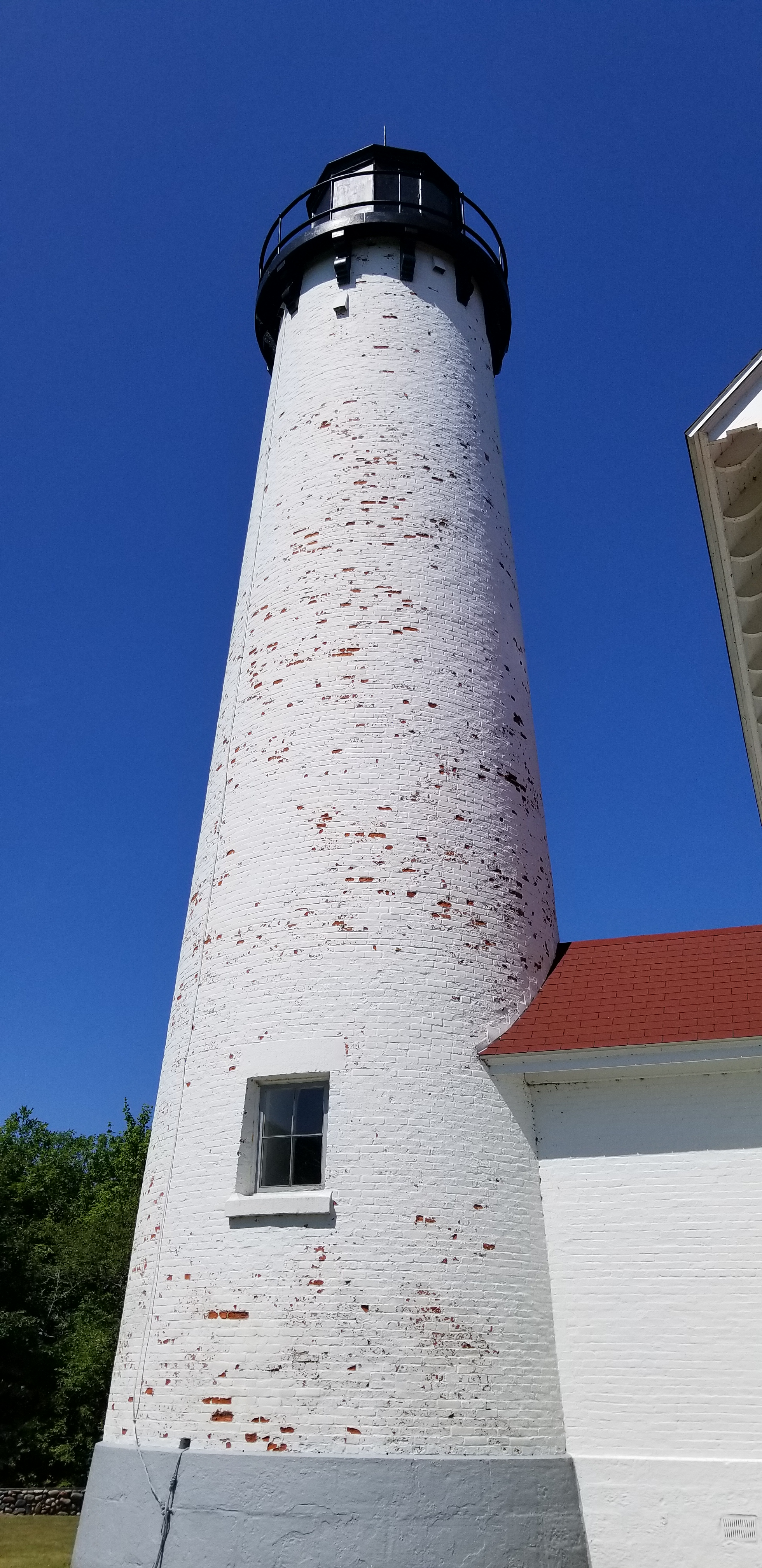
La lanterne

### Lien connexe
- Liste des phares au Michigan